# Dudziniec
Dudziniec (Dudzieniec) – szeroka i stroma dolinka o wyglądzie żlebu wcinająca się w północno-zachodnie stoki Kominiarskiego Wierchu w Tatrach Zachodnich. Położona jest na wysokości od 1020 do 1600 m n.p.m. Wylot dolinki znajduje się poniżej Wyżniej Bramy Chochołowskiej, zaraz nad Potokiem Chochołowskim. W dolince znajduje się kilka jaskiń, m.in. Schronisko w Kalwarii, Jaskinia w Dudzińcu, Szczelina w Osmętnicy, Schron w Wyżniej Bramie Chochołowskiej, Dmuchająca Szczelina, Szczelina nad Jaskinią w Dudzińcu i jedna z większych jaskiń lodowych w Tatrach – Dmuchawa.